# Njimom
Njimom est une commune du Cameroun située dans la région de l'Ouest et le département du Noun.

## Population
Lors du recensement de 2005, la commune comptait 23 983 habitants.

## Organisation
Outre Njimom proprement dit, la commune comprend les villages suivants :
- Foyet
- Kossam
- Mabouo
- Maghait
- Makam
- Makouetvu
- Makounvi
- Maloure
- Manki
- Mansom
- Mayouom
- Mfolap
- Nkoussam